# Jaco Van Dormael
Jaco Van Dormael (nascut el 9 de febrer de 1957) és un director de cinema, guionista i dramaturg belga. Les seves pel·lícules se centren especialment en un retrat respectuós i simpàtic de persones amb discapacitats mentals i físiques.
Van Dormael va passar la seva infantesa viatjant per Europa, abans d'estudiar cinema a l'INSAS de Brussel·les, on va escriure i dirigir el seu primer curtmetratge, Maedeli la breche  (1981), que va rebre el premi honorífic de cinema estranger als Premis de l'Acadèmia d'Estudiants. El primer llargmetratge de Van Dormael, Toto le héros (1991), va guanyar la Caméra d'Or al Festival de Cinema de Canes.
Cinc anys més tard, El vuitè dia (1996) fou projectada a Canes, on els seus dos actors principals, Daniel Auteuil i Pascal Duquenne, van rebre conjuntament el premi al Millor actor. El seu tercer llargmetratge, Mr. Nobody (2009), va guanyar sis Premis Magritte, incloent Millor Pel·lícula i Millor Director.

## Primers anys
Jaco Van Dormael va néixer a Ixelles. Bèlgica, el 9 de febrer de 1957 a una parella belga. Van Dormael es va criar a Alemanya fins als set anys, quan la seva família va tornar a Bèlgica. En el seu naixement, gairebé havia estat estrangulat pel cordó umbilical i va rebre un subministrament insuficient d'oxigen. Es temia que acabés amb discapacitat mental. Aquest trauma pot explicar en part els temes recurrents de les seves pel·lícules, que exploren el món de les persones amb discapacitats mentals i físiques.
Li encantava treballar amb nens i durant un temps seguir una carrera com a pallasso de circ. Es va convertir en productor d'entreteniment infantil amb el Teatre de Galafronie, el Teatre Isocele i el Teatre de la Guimbarde. Després de desenvolupar interès pel cinema, es va matricular a l'INSAS a Brussel·les i més tard al Louis Lumière College de París, Com a animador infantil, la infància i la innocència es convertirien en temes recurrents al llarg de la seva obra.

## Carrera

### Primers treballs
A la dècada de 1980, Van Dormael va dirigir diversos curtmetratges. Mentre era estudiant a l'INSAS, va escriure i dirigir el conte infantil Maedeli la brèche. El curtmetratge va rebre el Premi Honorífic de Cinema estranger als Premis Oscar Estudiantils de 1981, presentats per l'Acadèmia de les Arts i les Ciències Cinematogràfiques. L'any següent Van Dormael va dirigir Stade 81, un curtmetratge documental sobre els Jocs Paralímpics. Després va dirigir els curtmetratges Les voisins (1981), L'imitateur (1982), Sortie de secours (1983), i De boot (1985). El seu curt més famós del període és È pericoloso sporgersi (1984) que va guanyar el Gran Premi en competició internacional al Festival Internacional de Curtmetratges de Clermont-Ferrand.

### Èxit internacional
Van Dormael va debutar en un llargmetratge el 1991 amb Toto le héros, una història sobre un home que creia que li havien "robat" la vida. ell quan va ser canviat en néixer, explicat en un complex mosaic de flashbacks i seqüència de somnis, de vegades amb gairebé un efecte de Corrent de consciència. Toto le héros va trigar deu anys en rodar-se, ja que Van Dormael va reescriure el guió almenys vuit vegades. El 1985, dos productors belgues van llegir una versió del guió i durant els cinc anys següents van recaptar uns 3,5 milions de dòlars, una quantitat enorme per a una producció belga, tot amb diners públics de Bèlgica, la Comunitat Europea i les televisions estatals de França i Alemanya. Van Dormael va estrenar Toto le héros al 44è Festival Internacional de Cinema de Canes, on va guanyar la Camera d'Or. La pel·lícula es va estrenar al públic més tard aquell any. En ressenyar la pel·lícula, The New York Times el va anomenar "un nou talent brillant per celebrar". Va guanyar cinc Premis Joseph Plateau, el César a la millor pel·lícula estrangera, quatre Premis del Cinema Europeu, el Premi André Cavens, i va rebre una nominació al BAFTA. El germà de Van Dormael, Pierre va compondre la banda sonora de la pel·lícula; des de la seva primera col·laboració l'any 1980, ha compost la música de totes les pel·lícules del seu germà. Toto le héros va impulsar Van Dormael al punt de mira internacional com a escriptor i director.

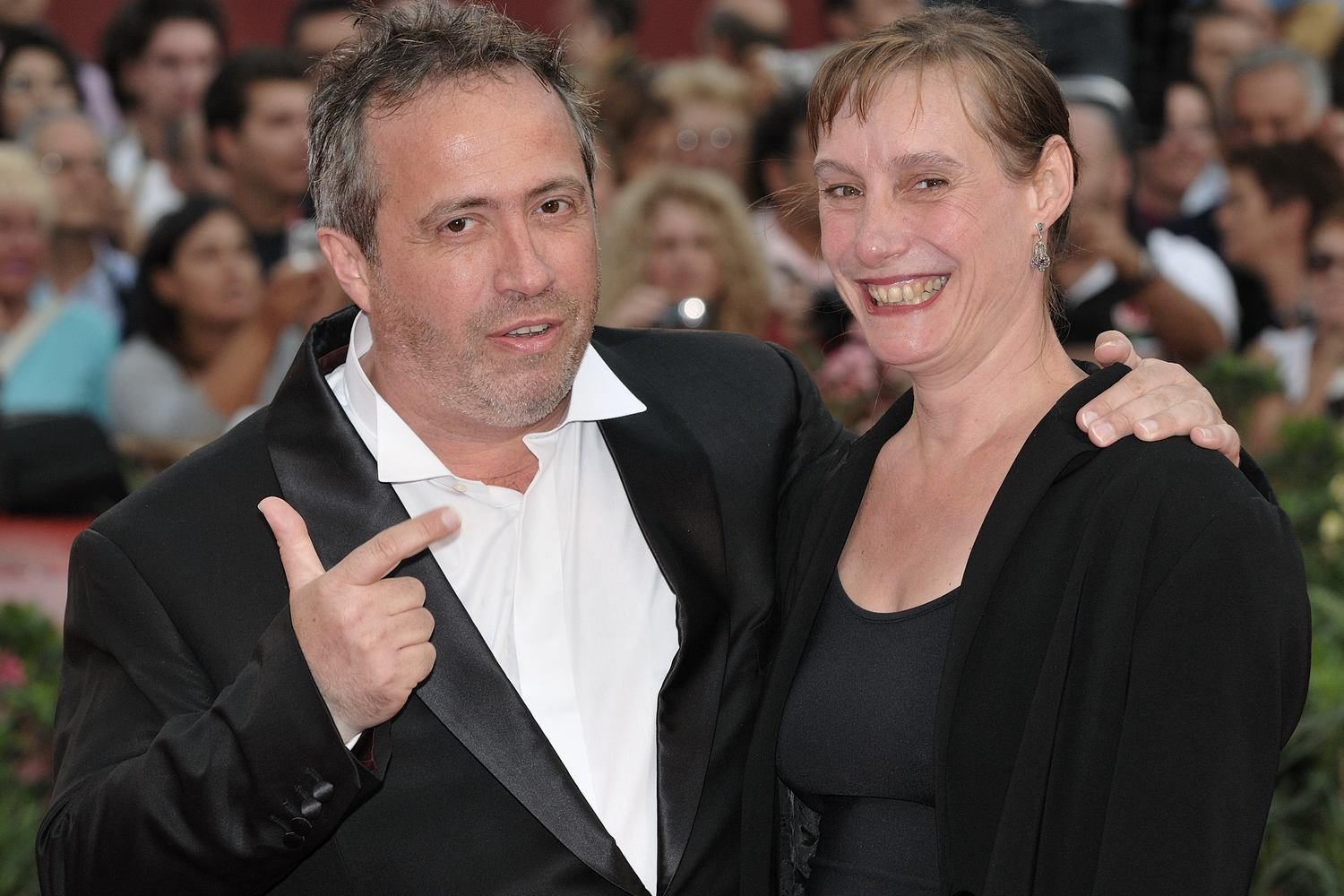
Van Dormael and De Mey

El 1995, Van Dormael va participar en el projecte Lumière et compagnie. Aquesta obra és una antologia d'obres molt curtes (de 50 a 60 segons de mitjana) aportades per directors de cinema internacionals en què cadascun va utilitzar la càmera de cinema original d'Auguste i Louis Lumière per fer la seva pel·lícula. The Kiss és la pel·lícula de 52 segons realitzada pel director Jaco Van Dormael amb l'actor Pascal Duquenne. Al mateix temps, Van Dormael estava treballant escrivint la seva següent obra important.
Volia fer una pel·lícula més lineal que Toto le héros, una que explorava el món a través dels ulls d'un home amb síndrome de Down. La següent pel·lícula de Van Dormael, El vuitè dia, ho aconsegueix amb la trobada casual i l'amistat entre Georges, interpretat per Pascal Duquenne i Harry, un infeliç home de negocis divorciat interpretat per Daniel Auteuil. L'interès de Van Dormael per les persones amb discapacitats mentals i físiques prové de l'interès pel seu "talent per la vida, per estimar la vida, que sovint ens falta." Va intentar explorar el concepte de dos mons (el de Georges i el d'Harry) existents simultàniament i encara per separat. El vuitè dia es va estrenar al 49è Festival Internacional de Cinema de Canes, on va ser nominada a la Palma d'Or. Va guanyar el premi al Millor actor, que va ser atorgat tant a Pascal Duquenne com a Daniel Auteuil. Aquesta va ser la primera vegada en la història del festival que dos actors compartien el premi. La pel·lícula va rebre quatre Premis Joseph Plateau i va ser nominat als Premis César i al Globus d'Or a la millor pel·lícula en llengua estrangera. La vuitena hora va recaptar 33 milions de dòlars a tot el món amb un pressupost de 5 milions de dòlars, la qual cosa la va convertir en la pel·lícula més taquillera de Van Dormael fins al moment.
L'any 1998, Van Dormael va participar en el projecte Spotlights on a Massacre: 10 Films Against 100 Million Antipersonnel Land Mines, una col·lecció de curtmetratges que funciona com a campanya contra les mines terrestres. El mateix any també va ser membre del jurat del 51è Festival Internacional de Cinema de Canes. El 1999 Toto le héros va rebre el premi al millor guió belga 1984–1999 als 13ns Premis Joseph Plateau.

### Mr. Nobodyi després

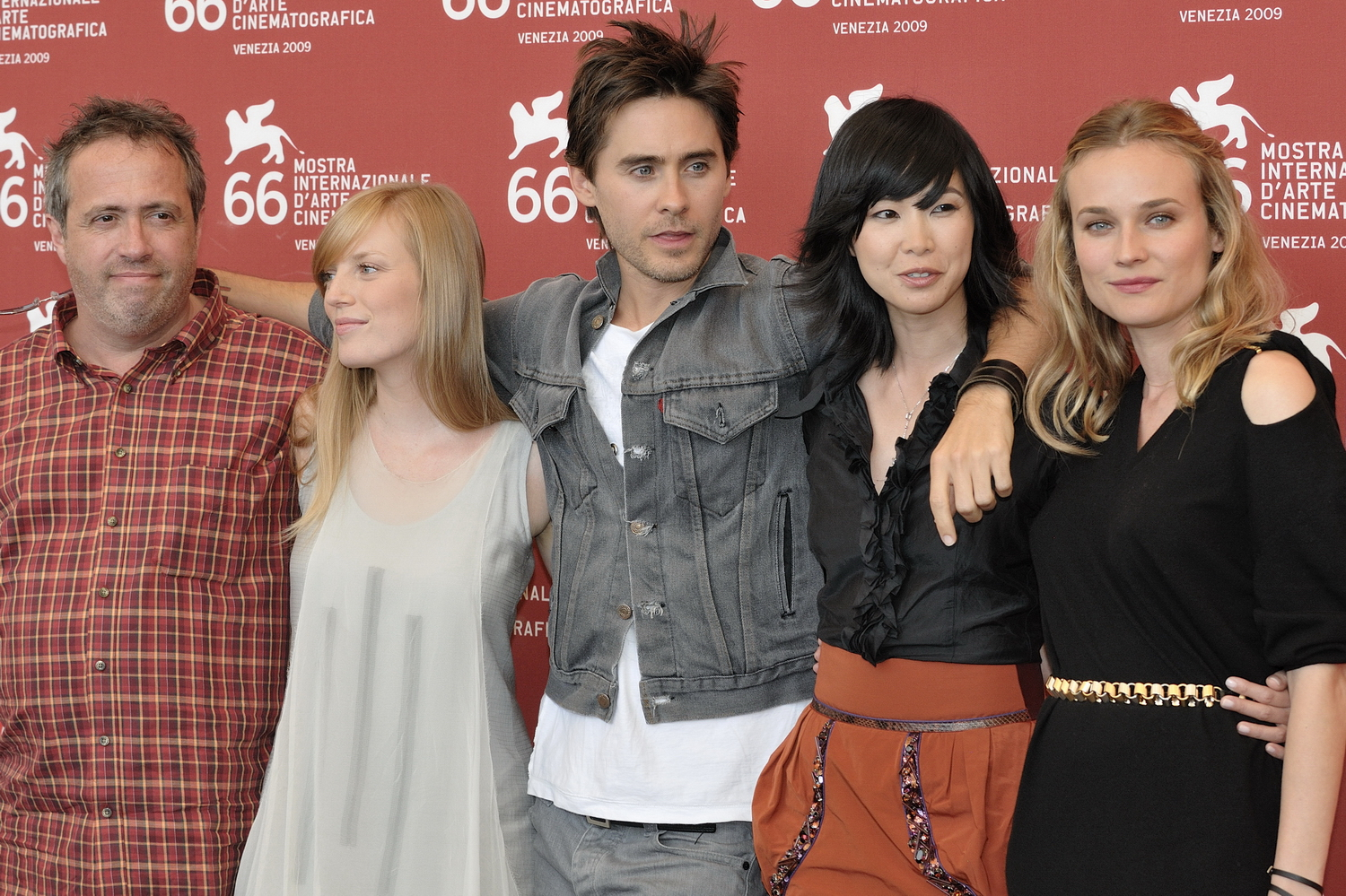
Van Dormael amb el repartiment de Mr. Nobody l Festival de Cinema de Venècia de 2009

Van Dormael va començar a buscar filmar Mr. Nobody el 2001, un intent que va durar sis anys abans que el director pogués debutar en anglès el 2007. Aquest projecte es diferencia d'altres produccions belgues pel fet de ser filmat en anglès en lloc d'en un dels idiomes principals de Bèlgica. El director va explicar: "La història em va arribar en anglès. És una història ambientada en distàncies i períodes molt llargs. Un dels eixos de la trama tracta d'un nen que ha d'escollir entre viure amb la seva mare al Canadà o el seu pare a Anglaterra. També hi ha alguns actors de parla anglesa increïbles amb els quals volia treballar." El pressupost de producció de Mr. Nobody va ser de 37 milions d'euros, la qual cosa la va classificar com la pel·lícula belga més cara des del 2008. El pressupost es va aprovar abans de fer el càsting, basant-se en el protagonisme del nom del director i la força del seu guió. La pel·lícula utilitza la narrativa no lineal i la interpretació de molts mons per explicar la història de la vida de l'últim mortal a la Terra, Nemo Nobody, interpretat per Jared Leto.
Mr. Nobody es va estrenar al 66a Mostra Internacional de Cinema de Venècia el 12 de setembre de 2009, on va guanyar el Premi Biografilm i el Premi Osella per la millor contribució tècnica. a rebre 10 minuts d'aplaudiments en la seva estrena a la 66a Mostra Internacional de Cinema de Venècia< i té una puntuació d'aprovació del 64% a Rotten Tomatoes Va rebre set nominacions als Premis Magritte, guanyant els premis a la Millor pel·lícula, Millor director, Millor guió, Millor fotografia,  Millor banda sonora original i Millor muntatge. També va guanyar el Premi André Cavens i el Premi Lux a la millor pel·lícula europea als 23ns Premis del Cinema Europeu. Empire la va considerar "una mica de desastre", però "una pel·lícula de culte en el sentit més veritable de la paraula".
L'agost de 2014, Van Dormael va començar a rodar el seu quart llargmetratge, Le Tout Nouveau Testament, amb Catherine Deneuve, Yolande Moreau i Benoît Poelvoorde, una comèdia en què Déu (Poelvoorde) és viu i viu a Brussel·les amb la seva filla. Es va estrenar al 68è Festival Internacional de Cinema de Canes el 17 de maig de 2015 amb l'aclamació de la crítica.

## Temes
Les pel·lícules de Van Dormael, encara que poques, tenen temes comuns forts entre elles. Fan un ús distintiu de la veu en off ingènua i examinen el món des d'una perspectiva innocent (el jove Thomas a Toto le héros, el protagonista amb una discapacitat del desenvolupament d'El vuitè dia, i el nen per néixer de Mr. Nobody). Les vistes d'aquests personatges solen ser acolorides, imaginatives i una mica allunyades de la realitat, amb lleugers elements d'imatges surrealista que s'utilitzen per il·lustrar la seva imaginació activa.
Les seves pel·lícules també solen acabar amb una mort, que no es presenta com una tragèdia, sinó com un moviment feliç on el difunt mira feliçment el món de sota. Sur la terre comme au ciel acaba amb un naixement, però es tracta de la mateixa manera el pas d'un personatge a un nou món. Aquest patró es continua a Mr. Nobody, on dues morts obren la pel·lícula i un gir únic a la mort al final de la pel·lícula transmet una sensació de felicitat melancòlic.
Van Dormael també fa un ús destacat dels estàndards de música nostàlgica, amb "Boum!" de Charles Trenet a Toto le héros i "México" de Luis Mariano a El vuitè dia com a temes recurrents. Mr. Nobody usa "Mr. Sandman" com a tema musical recurrent.
Totes les pel·lícules de Van Dormael contenen elements surrealistes. En les seves dues primeres pel·lícules, aquests moments eren pocs, com flors ballant a Toto le héros o Georges volant per la sala a El vuitè dia. Mr. Nobody fa un ús molt més extens de les imatges surrealistes al llarg de la pel·lícula.
Tant Toto le héros com El vuitè dia van destacar personatges amb síndrome de Down, i van retratar aquests personatges amb amor, emfatitzant els seus punts forts característics.

## Filmografia

### Curtmetratges
- Maedeli la brèche (1980)
- Stade 81 (1981)
- Les voisins (1981)
- L'imitateur (1982)
- Sortie de secours (1983)
- È pericoloso sporgersi (1984)
- De boot (1985)
- The Kiss (1995)
- Eole (2010)

### Llargmetratges
| Any  | Pel·lícula                    | Acreditat com | Acreditat com | Acreditat com | Notes                   |
| Any  | Pel·lícula                    | Director      | Guionista     | Productor     | Notes                   |
| ---- | ----------------------------- | ------------- | ------------- | ------------- | ----------------------- |
| 1991 | Toto le héros                 | Sí            | Sí            |               |                         |
| 1992 | Sur la terre comme au ciel    |               | Història      |               |                         |
| 1996 | El vuitè dia                  | Sí            | Sí            |               |                         |
| 2007 | La face cachée                |               |               | Sí            |                         |
| 2009 | Mr. Nobody                    | Sí            | Sí            | Sí            | Co-productor            |
| 2014 | Les Vacances du petit Nicolas |               | Sí            |               | Escriptor col·laborador |
| 2015 | Le Tout Nouveau Testament     | Sí            | Sí            | Sí            |                         |